# Bothriurus signatus
Espèce
Synonymes
- Bothriurus melloleitaoi Prado, 1934
- Bothriurus catharinae Werner, 1939
- Bothriurus insularis Mello-Leitão, 1947

Bothriurus signatus est une espèce de scorpions de la famille des Bothriuridae.

## Distribution
Cette espèce est endémique du Brésil.

## Description
La femelle holotype mesure 45 mm.

## Publication originale
- Pocock, 1893 : A contribution to the study of neotropical scorpions. Annals and Magazine of Natural History, sér. 6, vol. 12, no 68, p. 77-103 (texte intégral).